# Теушень
Теушень, Теушені (рум. Tăușeni) — село у повіті Клуж в Румунії. Входить до складу комуни Бонцида.
Село розташоване на відстані 319 км на північний захід від Бухареста, 27 км на північний схід від Клуж-Напоки.

## Населення
За даними перепису населення 2002 року у селі проживали 109 осіб, з них 108 осіб (99,1%) румунів. Усі жителі села рідною мовою назвали румунську.